# Olympia Zacharias
Olympia Zacharias (ur. 17 stycznia 1986) – nauruańska lekkoatletka startująca w biegu na 100 metrów, reprezentantka kraju na mistrzostwach świata.
W 2003 roku wzięła udział w mistrzostwach świata rozgrywanych we Francji, na których startowała w eliminacjach biegu na 100 metrów. Była jedną z dwóch reprezentantów kraju na tych mistrzostwach (drugim był sprinter JJ Capelle). 
Eliminacje rozpoczęły się 23 sierpnia 2003 roku o godzinie 10:30. Nauruanka startowała w pierwszym biegu eliminacyjnym. Podczas tego biegu wiatr wiał z korzystną dla zawodniczek prędkością 0,1 metra na sekundę. Z wynikiem 14,07 zajęła przedostatnie, 6. miejsce, a w łącznej klasyfikacji pierwszej rundy zajęła 54. miejsce na 59 zawodniczek startujących w eliminacjach. 
Rekord życiowy w biegu na 100 metrów: 13,17 (17 maja 2003).